# Douglas R. Nowicki

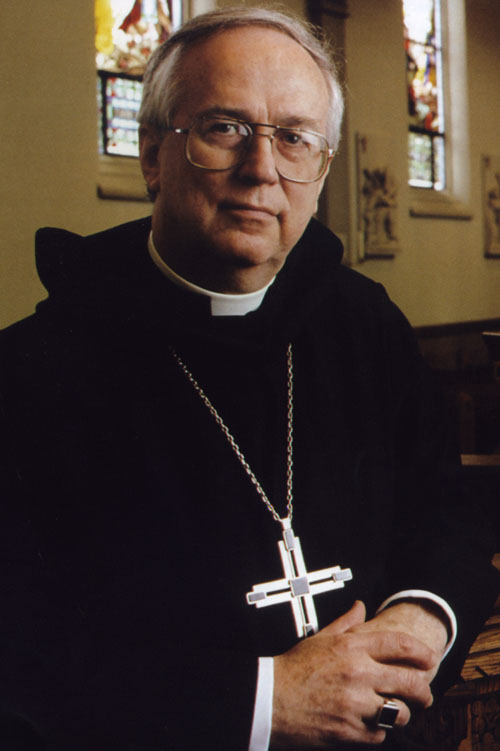
Erzabt Douglas Nowicki OSB (Foto 2009)

Douglas R. Nowicki OSB (* 8. Mai 1945 in Everson, Pennsylvania; † 23. Juli 2024 in Pittsburgh, Pennsylvania) war Benediktiner und Erzabt der Erzabtei St. Vincent.

## Leben

Abtswappen von Erzabt Douglas

Douglas R. Nowicki war eins von vier Kindern der Eheleute Sylvester und Evelyn Nowicki. Er erwarb 1968 einen Bachelor of Arts in Philosophie vom Saint Vincent College, 1971 einen Master of Divinity vom Saint Vincent Seminary und 1977 promovierte er in Klinischer Psychologie an der Universität von Tennessee. Er trat in den Orden der Benediktiner ein, wo er am 11. Juli 1966 seine Profess in die Hände seines Abtes Rembert Weakland ablegte. Am 21. Mai 1972 empfing er in der Klosterbasilika durch Bischof William Graham Connare die Priesterweihe. Von 1986 bis 1991 war er Pfarrer in Pittsburgh.
Am 8. Januar 1991 wurde Nowicki zum 11. Erzabt von St. Vincent gewählt. Am 1. März 1991 fand die Benediktion durch Bischof Anthony Gerard Bosco statt, der ihm die Pontifikalien übergab. Er war auch der Kanzler des Saint Vincent College und Saint Vincent Seminary in Latrobe. 1999 wurde er Ehrendoktor der Katholischen Fu-Jen-Universität. Am 11. Mai 2010 wurde Nowicki als Abt wiedergewählt. Am 8. Mai 2020 wurde er im Alter von 75 Jahren gemäß den Statuten der Kongregation emeritiert. Am 23. Juni 2020 wurde Pater Martin de Porres Bartel vom Wahlkapitel des Klosters zu seinem Nachfolger im Amt des Erzabtes gewählt.
Erzabt emeritus Nowicki verstarb am 23. Juli 2024 im Allegheny General Hospital, Pittsburgh.